# Laurika Rauch
Laurika Rauch, née le 1er novembre 1950 au Cap, est une chanteuse sud-africaine qui chante en afrikaans et en anglais.

## Biographie
Elle a connu le succès en 1979 grâce à son single Kinders van die Wind (Children of the Wind), écrit par Koos du Plessis. La chanson est apparue dans la série télévisée en afrikaans Phoenix & Kie à la fin des années 1970.

## Discographie
- Debuut (1979)
- 'n Jaar in my lewe (1980)
- Vir Jou (1981)
- Jy is te dierbaar (1983)
- Laurika op Versoek (1985)
- Encore! Laurika (1988)
- Stuur Groete aan Mannetjies Roux (1990)
- Grootste Treffers Volume 1 (1991)
- Die Gang (1992)
- Hot Gates (1995)
- Grootste Treffers Volume 2 (1996)
- The Brel Album (1997)
- 19 Treffers van 21 Jaar (1999)
- Die mense op die Bus (1999)
- Hei mevrou Brown (dit gaan goed) (2000)
- Vier Seisoene kind (2002)
- My ou Tante Koba (2004)
- Die nuwe Trefferalbum (2004)
- Chris se Trefferliedjies (2005)
- 'n Lekker Verlang Liedjie (2007)[1]
- Twee Duisend en Tien (2010)